# Yeboah Amankwah
Yeboah Amankwah (19 oktober 2000) is een Engels-Ghanees voetballer die sinds 2022 uitkomt voor Lommel SK.

## Clubcarrière
Amankwah ruilde in december 2016 de Kinetic Academy voor de jeugdopleiding van Manchester City. Met de U19 van Manchester City speelde hij in het seizoen 2019/20 twee wedstrijden in de UEFA Youth League. Later leende de club hem uit aan Rochdale AFC en Accrington Stanley.
Op 6 september 2022 ondertekende Amankwah een tweejarig contract bij de Belgische tweedeklasser Lommel SK, die net als Manchester City deel uitmaakt van de City Football Group.